# Snina
Snina er en by i det østlige Slovakiet, med et indbyggertal (pr. 2006) på ca. 21.000. Byen ligger i regionen Prešov, tæt ved grænsen til nabolandet Ukraine.
- Wikimedia Commons har flere filer relateret til Snina